# Carmelo Arden Quin
Carmelo Arden Quin (Uruguay, 1913. március 16. – Franciaország, 2010. szeptember 27.) képzőművész, költő, teoretikus, a MADI nemzetközi művészeti mozgalom társalapítója.

## Élete és munkássága
Baszk és portugál nagyszülők leszármazottjaként született Riveraban, az uruguayi-brazil határ közelében fekvő kisvárosban. Szülőhazájához nem fűzték szoros érzelmi szálak, a Latin-Amerikában általános Bolivári hatásra műveltségét inkább francia eredetűnek tartotta. Erősen hatottak rá a görög–latin és a francia klasszikusok (pl. Platón, Arisztotelész, Vergilius, Balzac, Stendhal, Victor Hugo), a korai francia szürrealizmus (Comte de Lautréamont), továbbá a modern izmusok (dadaizmus, kubizmus, futurizmus). Filozófiai tanulmányai során megismerkedett a dialektikus és történelmi materializmussal is, s haláláig baloldalinak, békés anarchistának vallotta magát. Bár a spanyol polgárháború idején a Montevideói Nemzetközi Brigád tagjaként harcolt a fasizmus ellen, az Action Directe-féle terrorizmust megvetette.
1935-ben Montevideóban találkozott későbbi mesterével, Joaquín Torres Garcíával, aki korábban Európában Piet Mondriannal dolgozott együtt. Ő ismertette meg a szuprematizmussal és a konstruktivizmussal, Malevics, Tatlin, Rodcsenko, Moholy-Nagy László és Péri László munkáival. A negyvenes években Buenos Airesben tanult, és különféle művészeti csoportokkal dolgozott együtt. 1944 nyarán néhány barátjával együtt létrehozta az Arturo folyóiratot (csak egyetlen száma jelent meg), 1946-ban pedig a Madi csoportot. A csoport megalapításában rajta kívül Ignacio és Martin Blaszko, Rhod Rothfuss, Estaban Eitler és Gyula Kosice vett részt. Máig tartó vita van közte és Kosice között arról, hogy a MADI manifesztumot melyikük szerezte. Az 1990-es években a dallasi MADI Múzeumban dolgozó Volf Roitmannal is szembekerült, úgy gondolta, hogy az egyébként nemes vállalkozás túlságosan is üzletivé vált.
1948 októberében Párizsban telepedett le, ahol 1950-ben megalapította új MADI-csoportját. Munkáikat először a Galerie Denise René mutatta be, később a Salon des Realités Nouvelles, még később a Galerie Orion. A francia fővárosban megismerkedett többek között Brâncuşival, Bozzolinivel, Picabiával, Herbinnel, Arppal és Braque-kal, s megismerte Kassák, Schöffer, Vasarely és Fejér munkáit is, melyeket nagyra tartott. Itt lett a tanítványa Bolivar, aki évtizedeken át közeli barátja is volt.
Munkájában mindenfajta mesterséges reklámot elutasított, akárcsak a kizárólag üzleti alapon működő műkereskedést. Emiatt igen kevés szakmai és személyes információ áll rendelkezésre róla. Hozzáállására jellemző, hogy a Péri és az általa kitalált ún. shaped canvas amerikai kisajátítása ellen alig-alig emelt szót.
Még megélhette a MADI mozgalom harmadik, az 1990-es évtizedben bekövetkezett felvirágzását: múzeumalapításokat világszerte, újabb és újabb országok és művészek bekapcsolódását a mozgalomba. Haláláig dolgozott, s látott vendégeket szívesen a házában.

## Művészete
Munkáit a keret szétfeszítése, a poligonalitás (sokszögűség) és a síkból való kimozdulás, az úgynevezett koplanáris struktúrák jellemzik. Úgy tartotta, hogy geometria nélkül nem lehet élni: geometrikus a Föld, a Nap, a bolygók pályája, de még az egyszerű hétköznapi tárgyak is, mint amilyen az ágy, az asztal, a tányér vagy a váza. A szemet a legkülönösebb geometrikus objektnek tartotta, az egész civilizáció előfeltételének és alapjának. Munkáival a panta rhei eszméjét hirdette. Az életet jellemző mozgást kívánta megragadni egyszerű színekkel és elemekkel, poligonális síkstruktúrákkal, a keret festménybe emelésével, illetve a keret szétfeszítésével. Elutasította a kint és a bent merev szétválasztását, s egyébként is mindenfajta behatárolást. Úgy gondolta, hogy a geometriai absztrakció az emberi szellem kreativitását és szabadságát fejezi ki, amelyhez elengedhetetlenül játékosság is kapcsolódik.
Festészetében ezeknek megfelelően elsősorban erős kontrasztos színeket és absztrakt, geometriai formákat használt. A festményt kiszabadította négyszögletű keretéből, amit úgy ért el, hogy három-, öt- vagy sokszögletű objekteket készített konkáv és konvex, domború és homorú kivágásokkal. A hagyományos vászon helyet falemezt, plexit, fémet és más anyagokat is felhasznált. Objektjei mozgathatók, a néző által szabadon és játékosan alakíthatók.

## Arden Quin és Magyarország
1992-ben Dárdai Zsuzsa és Saxon-Szász János Savigny-sur-Orge-ban (F) megismerkedett Arden Quinnel. Hazatérve megalakították  a MADI magyarországi csoportját, megalapították a Nemzetközi Mobil MADI Múzeumot és kiadták a MADI art periodicalt. Arden Quin jelentős szerepet játszott abban, hogy a csoport művészei folyamatos kiállítási lehetőséget kaptak külföldön. Rendszeresen vendégül látott magyar művészeket, adományokat adott a múzeum működéséhez és a periodika megjelenéséhez.  1995-ben maga is ellátogatott Magyarországra,hogy részt vegyen a győri nemzetközi MADI Fesztiválon. Több interjút adott a periodikának, melyek ritkaságuk miatt önmagukban is nagy értékek. Szinte minden évben szerepelt egy-két magyarországi kiállításon a Mobil MADI Múzeum szervezésében.
Sáry László és Bánk 2002-ben a Kassák és a MADI című lemezükön a Points and lines for Arden Quin című szerzeményt neki ajánlották.